# Velloreille-lès-Choye
Velloreille-lès-Choye település Franciaországban, Haute-Saône megyében. Lakosainak száma 81 fő (2022. január 1.). Velloreille-lès-Choye Onay, Cugney, Velesmes-Échevanne és Colombine községekkel határos.

## Népesség
A település népessége az elmúlt években az alábbi módon változott:
| Lakosok száma | 80   | 76   | 78   | 79   | 80   | 80   | 80   | 81   |
|               | 2013 | 2015 | 2017 | 2018 | 2019 | 2020 | 2021 | 2022 |